# Renfe série L36
 (novembre 2023).
Si vous disposez d'ouvrages ou d'articles de référence ou si vous connaissez des sites web de qualité traitant du thème abordé ici, merci de compléter l'article en donnant les références utiles à sa vérifiabilité et en les liant à la section « Notes et références ».
Lorsque EWS réforme les machines de la classe 58, en 2002, la compagnie décide de les rentabiliser encore en les louant à l'étranger, à l'image de ce qui a déjà été fait avec les locomotives de la classe 37. L'entreprise Continental Rail, qui loue déjà des class 37 au GIF (L21 diesel), souhaite remplacer les 37885 et 37899 accidentées et définitivement mises à la ferraille en juillet 2003. C'est ainsi que les machines de la classe 58 vont faire leur apparition en Espagne.

## Conception
À la fin des années 1970, les BR ont un besoin urgent de machines puissantes capables d'assurer la traction des trains de charbon. Les ateliers de Derby commencent à étudier cette nouvelle génération de locomotives diesel en 1977, en insistant sur leur conception modulaire (permettant des échanges de pièces avec d'autres séries) et une maintenance aisée. Un contrat pour la fourniture de trois prototypes est conclu avec la Brel (en) de Doncaster fin 1979. Deux autres commandes portent la série à un total de 50 unités. La première unité, no 58001, est livrée le 9 décembre 1982. Leurs formes caractéristiques, avec leurs deux cabines saillantes placées aux extrémités, leur vaut rapidement leurs surnoms d'« Os » ou de « Sablier ». EWS récupère la totalité du parc après rachat des trois entreprises spécialisées dans le fret en 1995. En 2002, le futur de la série, déjà en cours de réforme, est plus qu'incertain. Une seule exception, la 58050, retenue par le comité ferroviaire national pour être préservée. Peu après, deux unités, les 58039 et 58044, sont exportées vers les Pays-Bas pour le compte de la société ACTS qui les engage sur des trains de conteneurs entre Rotterdam et Veendam. La location de huit unités supplémentaires en Espagne assure la survie de la série.

## Service
Les deux premières machines, no58041 et 58043 sont louées par Continental Rail afin de remplacer les 37885 et 37899 réformées. Dans un premier temps, elles sont transférées au dépôt d'Eastleigh pour être mises au point et repeintes aux couleurs de GIF. Puis elles gagnent Dollands Moor en attendant leur transport en France. De là, elles gagnent Irun où elles sont chargées sur camions et acheminées jusqu’à la base travaux de Calatayud. Elles sont aussitôt engagées sur les travaux de la ligne à grande vitesse Madrid-Lérida-Barcelona. Ces machines font l'objet d'un nouveau type de contrat de la part de GIF. Alors que les class 37 doivent théoriquement être restituées à la fin des travaux, les class 58 resteront en Espagne afin d'assurer la traction des trains de maintenance sur les lignes à grande vitesse. Fin 2003, l'adjudication des premiers lots de construction de la nouvelle ligne à grande vitesse Cordoba-Malaga rend nécessaire l'acquisition de six machines supplémentaires. Après mise au point et peinture, les six machines sont embarquées sur le cargo hollandais Fairload le 22 mai 2004. Elles arrivent dans le port de Séville le 27 mai, et acheminées par camions vers les bases travaux d'Almodovar del Campo et de Bobadilla.